# Jeff Burris
Jeffrey Lamar Burris (Rock Hill, 30 ottobre 1971) è un ex giocatore di football americano statunitense che ha giocato nel ruolo di cornerback nella National Football League (NFL).

## Biografia
Dopo avere giocato a football al college a Notre Dame dove fu premiato come All-American, Burris fu scelto come 27º assoluto nel Draft NFL 1994 dai Buffalo Bills. Dopo la sua prima stagione, divenne stabilmente titolare nelle successive tre passate a Buffalo. Nel 1998 passò agli Indianapolis Colts, con cui nella stagione 2000 ebbe un primato personale di 4 intercetti. Chiuse la carriera giocando nel 2002 e 2003 coi Cincinnati Bengals.

## Palmarès
- All-American - 1993

## Statistiche
| Partite    | 144 |
| Tackle     | 529 |
| Sack       | 5,0 |
| Intercetti | 19  |